# Орша (Псковская область)
Орша — деревня в Новоржевском районе Псковской области России. Административный центр Вехнянской волости.

## География
Расположена у северной окраины города Новоржев, на берегу озера Орша.

## Население
| 2001 | 2002 | 2010 |
| ---- | ---- | ---- |
| 684  | ↘669 | ↘566 |

Численность населения деревни на начало 2001 года составляла 684 человека.

## История
С 1995 до 2015 года деревня была центром Оршанской волости. Ранее — центром Оршанского сельсовета.